# Szabadhídvég
Szabadhídvég é um município da Hungria, situado no condado de Fejér. Tem 44,1 km² de área e sua população em 2015 foi estimada em 852 habitantes.